# K2K
K2K (pour (en) KEK to Kamioka) est une expérience japonaise de physique des particules, qui concerne les neutrinos.
KEK étant le centre de recherche de Tsukuba (nord-est de Tokyo) où les neutrinos muoniques sont créés et Kamioka est le nom de l'emplacement du détecteur Super-Kamiokande (SK).
Le flux de neutrinos muoniques à KEK va être mesuré par un détecteur proche. On pourra ainsi prédire le nombre de neutrinos que SK devrait mesurer si les neutrinos n'oscillaient pas, ainsi que leur spectre en énergie. Or, on observe un nombre et un spectre de neutrinos muoniques incompatibles avec cette théorie. Cela signifie que les neutrinos muoniques ont oscillé en un autre type de neutrinos, électroniques, tauniques ou un type jusqu'ici inconnu. On a ainsi observé leur disparition, ce qui contraint les paramètres d'oscillation vers d'autres types de neutrinos, but de l'expérience.